# Бауманский район (Казань)
Бауманский район (тат. Бауман районы, МФА: [bɑwman rajunə]) — один из упразднённых районов города Казани в 1918-1994 годах.
Здание райисполкома находилось по адресу: Баумана, 27.
Районный комитет РКП(б)/ВКП(б)/КПСС в разные годы находился по адресам: Банковская, 18, Чернышевского, 14, Чернышевского, 9/4, Баумана, 52/7.

## География
Район находился в историческом центре Казани и граничил на севере (по Казанке) с Кировским и Ленинским районами, на востоке и юго-востоке с Вахитовским районом (по улицам Свердлова, Куйбышева, Университетская, Ленина, Лобачевского, Карла Маркса, Тельмана и Зои Космодемьянской с небольшими исключениями), на юго-западе с Приволжским районом (по улицам Татарстан, Нариманова, Ахтямова, железной дороге и татарскому кладбищу с небольшими исключениями).

## История
Создан в 1918 году как Городской район и подчинялся одноимённому райкому РКП(б). После присоединения в 1922 году Кремлёвского района назывался Казанским объединённым районом, который 16 декабря 1926 года был переименован в Верхне-Городской. После районирования Татарской АССР в 1930 году городские районы стали управляться райсоветами. 31 января 1931 года район был переименован в Бауманский. В 1935 году из восточной части района был выделен Молотовский район.
К 1940 году территория Бауманского района почти полностью совпадала с территорией дореволюционной 1-й полицейской части. Не позднее 1942 года восточная часть района отошла к Молотовскому району. После упразднения Свердловского и Дзержинского районов к району было присоединено значительная часть Забулачья, территория между улицами Куйбышева, Жданова, Тихомирнова и озером Нижний Кабан. В 1961 году границы Бауманского и Советского районов были частично изменены в районе площади Свободы в пользу последнего.
В середине 1950-х годов небольшая часть района была затоплена; в связи с этим, а также в связи со строительством защитных сооружений с территории района были перенесены жилые дома и предприятия, в том числе бондарный завод МПЛП СССР, артель «Древстружка» и другие.
После создания в 1973 году Вахитовского района к нему отошла территория района южнее улиц Старая и Айдинова, а также территории восточнее улиц Космодемьянской и Тельмана; взамен к району отошла часть Приволжского района северо-восточнее улиц Татарстан, Нариманова и Ахтямова, а также Ново-Татарская слобода с речным портом.
Упразднён постановлением Президиума Верховного Совета Республики Татарстан от 5 декабря 1994 г. № 2259-XII, территория вошла в состав Вахитовского района.

## Население
| 1939    | 1959     | 1970    | 1979    | 1986    | 1989    | 1990    |
| ------- | -------- | ------- | ------- | ------- | ------- | ------- |
| 70 626  | ↗117 852 | ↘93 801 | ↘76 195 | ↘64 800 | ↘60 589 | ↘58 600 |
| 1991    | 1992     | 1993    | 1994    |         |         |         |
| ↘56 100 | ↘52 200  | ↘50 900 | ↘46 900 |         |         |         |

На момент упразднения был самым малонаселённым районом Казани — в нём проживало 4,3 % от всего населения города. По состоянию на 1993 год, общая площадь жилого фонда района составляла 1362 тыс. м², из них 154 тыс. м² приходилось на общежития. В государственной собственности находились 575 тыс. м², в муниципальной — 2,5 тыс. м², в частной — 52,9 тыс. м², в других формах собственности — 352,5 тыс. м².

## Руководители
Первые секретари райкома РКП(б)/ВКП(б)/КПСС:
- Бочков, Андрей Иванович[тат.] (октябрь 1918 — ноябрь 1918, годы жизни: 1886—1947)
- Жаков Михаил Петрович (декабрь 1918)
- Карпов, Александр Иванович (февраль 1919, 1896-1937)
- Антипов, Николай Кириллович (апрель 1919 — май 1919)
- Ительсон, Михаил Борисович (сентябрь 1919 — октябрь 1919, 1891-1938)
- Савцов, Яков Григорьевич[укр.] (ноябрь 1919 — июнь 1920)
- Цейзик, Элеонора Исааковна (июнь 1920 — октябрь 1920)
- Беккер (ноябрь 1920)
- Постников (декабрь 1920)
- Нашивочников Николай Иванович (январь 1921 — сентябрь 1922)
- Енбаев, Ариф Мухаметжанович[тат.] (сентябрь 1922 — январь 1923)
- Евстафьев, Михаил Корнилович (январь 1923 — январь 1924)
- Измайлов (февраль 1924 — июнь 1924)
- Бердников Григорий (июль 1924 — сентябрь 1924)
- Антонов (сентябрь 1924 — октябрь 1924)
- Мухитдинова, Амина Фасаховна (ноябрь 1924 — март 1926)
- Бажанов, Иван Михайлович (апрель 1926 — ноябрь 1926)
- Ефремов, Яков Дмитриевич (декабрь 1926 — октябрь 1927, 1896-1972)
- Галеев, Гали Галеевич (ноябрь 1927 — декабрь 1928)
- Мукминев, Тагир Насыбуллович (декабрь 1928 — январь 1930)
- Абдразаков, Гиляз Сиразетдинович (январь 1930 — январь 1932)
- Зарипов, Абдулхак Зарипович[тат.] (февраль 1932 — апрель 1933)
- Бикташев, Билал Биктимирович (апрель 1933 — июнь 1934)
- Павелкин, Иван Иванович (июль 1934 — август 1935)
- Разживин, Яков Яковлевич (август 1935 — май 1937)
- Алкин, Рияз Юсупович[тат.] (май 1937 — ноябрь 1937)
- Нацибуллин, Ярулла Нацибуллович (январь 1938 — октябрь 1938)
- Суганов, Николай Андреевич (ноябрь 1938 — март 1940)
- Мельников, Анатолий Максимович (март 1940 — январь 1941)
- Малкиель, Елизавета Борисовна (январь 1941 — март 1944)
- Валиди, Салих Бурганович (март 1944 — февраль 1948)
- Нацибуллин, Ярулла Нацибуллович (февраль 1948 — декабрь 1950)
- Белогорская, Галина Фёдоровна (январь 1951 — июль 1952)
- Александров, Симон Александрович (июль 1952 — апрель 1955)
- Игнатьев, Михаил Васильевич (апрель 1955 — январь 1957)
- Абдрашитов, Абдулхай Шакирович (январь 1957 — май 1958)
- Сафин, Гумар Загидович (май 1958 — декабрь 1958)
- Закиев, Ахмет Закиевич (декабрь 1958 — ноябрь 1960)
- Аитова, Садыя Арифовна (ноябрь 1960 — ноябрь 1965)
- Зайнуллина, Шафика Шаймухаметовна (ноябрь 1965 — март 1969)
- Беляев, Раис Киямович (март 1969 — январь 1970)
- Сафьянов, Александр Васильевич (январь 1970 — декабрь 1979)
- Данилевская, Наталия Владимировна (декабрь 1979 — декабрь 1981)
- Липужина, Валентина Николаевна (декабрь 1981 — сентябрь 1990)
- Черных, Валерий Степанович (октябрь 1990 — октябрь 1991)

Глава администрации Бауманского района:
- Липужина, Валентина Николаевна (1992—1995)[21]

## Улицы[22]
- Айдинова (нечётная часть)
- Астрономическая
- Ахтямова (24-32)
- Батурина
- Баумана
- Бехтерева
- Большая Красная (1-25, 2-32)
- Володарского
- Галиаскара Камала
- Городецкого
- Гражданская
- Дегтярная
- Дзержинского (1-25, 2-24)
- Дулата Али
- Заводская
- Зайцева
- Кави Наджми
- Камиля Якуба (2-98, 43-51)
- Карима Тинчурина
- Карла Маркса (1-27, 2-30)
- Кирова
- Кирова переулок
- Коротченко
- Космодемьянской (1-29, 2-18)
- Крайняя
- Красина
- Кремлёвская
- Куйбышева (1-15, 2-10)
- Куйбышева площадь
- Кызыл Татарстан
- Лево-Булачная
- Ленина (1-29, 2-16)
- Лобачевского (1-15)
- Мазита Гафури
- Межлаука
- Миславского
- Мусы Джалиля
- Набережная реки Казанки (1-15, 8-16)
- Нагорная
- Нариманова (1-75, 2-126)
- Николаева
- Николая Столбова
- Новокремлёвская
- Нура Баяна
- Островского (1-75, 2-66)
- Парижской Коммуны
- Первого Мая площадь
- Портовая
- Право-Булачная
- Правокабанная (13-31)
- Привокзальная площадь
- Приволжский переулок
- проезд Шейнкмана
- Профсоюзная (1-19, 2-52)
- Рахматуллина
- Саид-Галеева
- Сакко и Ванцетти
- Свердлова (1-27, 2-32)
- Старая (чётная часть)
- Тази Гиззата
- Татарстан (2-72, 11-53)
- Ташаяк
- Тельмана (5-35)
- Тукаевский переулок
- Тукая (1-43, 2-44)
- Университетская (2-10, 3-11)
- Федосеевская (1-57, 2-60)
- Чернышевского
- Шарифа Камала (часть)
- Эш-Урам
- Ямская
- Ярмарочная